# Physicians' Desk Reference
Physician's Desk Reference (Từ điển tân dược thế giới, viết tắt PDR) là một trình biên tập thương mại tập hợp đầy đủ thông tin bắt buộc về mặt pháp lý và chuyên môn về các sản phẩm tân dược đặc trị theo toa và sản phẩm chăm sóc sức khỏe bổ sung. Được phát hành dưới sự chấp thuận của FDA(Food and Drug Administration - Cục quản lý thực phẩm và dược phẩm Hoa Kỳ). Các thông tin về sản phẩm cung cấp bởi nhà sản xuất, và được cập nhật hằng năm. PDR được thiết kế để cung cấp cho bác sĩ với sự uỷ quyền hợp pháp và các thông tin đầy đủ bằng văn bản theo quy định của Bộ Y tế và Dịch vụ Nhân sinh Hoa Kỳ.
PDR được phân phối trực tiếp cho phần lớn các bác sĩ tại Mỹ, cũng như được phổ biến trong các nhà sách, thư viện và có giá trị lưu hành và sử dụng trên toàn cầu. Các sản phẩm để liệt kê trong PDR, cần vượt qua được các kiểm tra về chất lượng, hiệu quả sử dụng nghiêm ngặt nhất, đồng thời phải không có tác dụng phụ và đạt quy định về thời gian lưu hành những tiêu chuẩn của FDA, tại những phòng thí nghiệm, các viện nghiên cứu hàng đầu trực thuộc hệ thống y tế quốc gia Hoa Kỳ. Do đó PDR có thể được xem là nguồn thông tin đáng tin cậy nhất cho việc xem xét, tham khảo và lựa chọn sản phẩm để tư vấn cho bệnh nhân sử dụng, phục vụ cho việc điều trị hay hỗ trợ điều trị bệnh lý, hay hỗ trợ chăm sóc và bảo vệ sức khỏe. Theo thống kê, chỉ riêng tại nước Mỹ, trung bình mỗi tuần có hàng triệu triệu lượt tham khảo thông tin sản phẩm trong PDR từ các bác sĩ và các chuyên gia chăm sóc sức khỏe nhằm tư vấn cho bệnh nhân của mình.
Việc phát hành PDR được hỗ trợ tài chính một phần là từ các công ty sản xuất dược phẩm, những công ty đã nỗ lực để có được những sản phẩm có thể nằm trong PDR.

## Bố cục
Phiên bản 2014 là phiên bản thứ 68, gồm 2000 thông tin về 1500 loại dược phẩm và 500 sản phẩm hỗ trợ chăm sóc sức khỏe bổ sung.
Các thông tin cung cấp trong PDR bao gồm các thành phần:
- Chỉ mục (Bốn phần)
  - Thông tin Nhà sản xuất
  - Thông tin sản phẩm (Theo tên thuốc hay thương hiệu đặt bởi NSX)
  - Phân loại công dụng (ví dụ, "thuốc kháng sinh")
  - Công thức (tên thuốc thông thường không nhãn hiệu)
- Hình ảnh, bao bì thuốc, hình dạng thuốc
- Thông tin sản phẩm, phải đồng nhất với sự chấp nhận của FDA
  - Công thức hóa học
  - Chức năng
  - Quá trình nghiên cứu, thử nghiệm lâm sàng
  - Chỉ định/ chống chỉ định
  - Tác dụng phụ, cảnh báo